# James Buttersworth
James Edward Buttersworth, né et mort à Londres (1817-1894), est un peintre britannique de marines. Un temps fixé aux États-Unis, il réalise nombre de tableaux sur les navires américains de son époque. De retour au Royaume-Uni, Il porta aussi son attention sur la Coupe de l'America. Sa peinture est renommée pour ses scènes dramatiques, ses détails et sa grâce dans la représentation du mouvement.

## Biographie
Il est né dans une famille de peintres dont son père Thomas Buttersworth (1768-1842) est le membre le plus significatif. Vers 1845, il bouge en Amérique et se fixe à West Hoboken, dans le New Jersey puis, il a un atelier à Brooklyn. Il peint tous types de navires, de la chaloupe aux quatre-mâts et du voilier aux vapeurs. De retour en Angleterre en 1851, là, en plus, il réalise des scènes de yachting et de régates, des croquis et des peintures des premières Coupe de l'America. Peu avant sa mort, il immortalise la 8e Coupe de l'America entre le sloop américain Vigilant et le cotre anglais Valkyrie II. Près de 600 de ses réalisations ont survécu chez des particuliers et à travers les États-Unis.

## Exposition
À l'occasion du centenaire de sa mort, le Terra Museum of American Art lui consacre une exposition intitulée, Ship, Sea and Sky: The Marine Art of James Edward Buttersworth.

## Quelques tableaux
- The Clipper Ship Flying Cloud off the Needles, Isle of Wight, 1859-1860.
- Magic and Gracie off Castle Garden (ca 1871).

Clipper Ship Great Republic (ca 1853).
- RMS Hibernia (ca 1850).
- The Clipper Ship Ocean Telegraph (1858)

## Source de la traduction
- (en) Cet article est partiellement ou en totalité issu de l’article de Wikipédia en anglais intitulé « James E. Buttersworth » (voir la liste des auteurs)..